# Louvières (Calvados)
Louvières è un ex comune francese di 63 abitanti situato nel dipartimento del Calvados nella regione della Normandia. Dal 1º gennaio 2019 è stato accorpato ad altri tre comuni per formare il nuovo comune di Formigny La Bataille.

## Società

### Evoluzione demografica
Abitanti censiti